# Laila Traby
Laila Traby (* 26. März 1979 in Ait Sehak, Marokko) ist eine französische Mittel- und Langstreckenläuferin.
Bei den Crosslauf-Europameisterschaften 2013 in Belgrad gewann sie im Team die Silbermedaille. Am 13. August 2014 belegte sie in 32:26,03 min den dritten Platz im 10.000-Meter-Lauf bei den Leichtathletik-Europameisterschaften 2014 in Zürich.
Im November 2014 stellte die Polizei bei einer Durchsuchung das Dopingmittel EPO in ihrer Wohnung sicher. Traby wies jegliche Dopingvorwürfe umgehend von sich. Der durchgeführte Doping-Test war jedoch positiv auf EPO. Von der AFLD wurde sie für drei Jahre gesperrt.

## Persönliche Bestleistungen

### Freiluft
- 800 m: 2:03,27, 7. Juli 2004, Rabat
- 1500 m: 4:11,31, 12. Juli 2009, Tanger
- 3000 m: 9:22,66, 6. Mai 2012, Martigues
- 5000 m: 15:48,23, 22. Juni 2014, Braunschweig
- 10.000 m: 32:26,03, 12. August 2014, Zürich